# Reuben Thompson
Pour les articles homonymes, voir Thompson.
Reuben Thompson, né le 15 février 2001 à Queenstown, est un coureur cycliste néo-zélandais.

## Biographie

### Jeunesse et formation
Ancien champion national de triathlon, Reuben Thompson décide de se consacrer au cyclisme à partir de 2019. En juillet, il se révèle sous les couleurs de sa sélection nationale en terminant sixième du Tour du Valromey, après s'être classé deuxième du contre-la-montre puis troisième de la dernière étape,. Dans le même temps, il intègre le Vélo Sport Valletais en France, où son manager Camille Coualan loue ses « grosses capacités pour les courses à étapes ». Rapidement, il se fait remarquer en obtenant trois victoires en deuxième catégorie et diverses places d'honneur. Au mois de septembre, il participe aux championnats du monde juniors, où il se classe 29e du contre-la-montre et 36e de la course en ligne.
En 2020, il signe avec la nouvelle formation Team Monti, mais celle-ci ne voit finalement pas le jour. Il décide alors de rejoindre l'équipe Telcom-On Clima-Osés Const en Espagne. Après la pandémie de Covid-19, il se classe deuxième de la Clásica Ciudad de Torredonjimeno, manche de la Coupe d'Espagne amateurs, mais également septième du Tour de Cantabrie et huitième du Tour d'Alicante. En fin de saison, il remporte l'étape reine du Tour de Southland, disputée dans la chaîne de montagnes des Remarkables.

### Carrière professionnelle

#### 2021: signature avec l’équipe continentale de la FDJ et victoire au Tour de la vallée d’Aoste
Pour 2021, il est recruté par l'équipe continentale Groupama-FDJ. Il commence sa saison 2021 avec une sélection Néo-zélandaise sur la New Zealand Cycle Classic, où il remporte le contre-la-montre par équipes,. Il finit la course à la 13e place. Il enchaîne ensuite avec les championnats de Nouvelle-Zélande où il obtient une 5e place sur le contre-la-montre espoirs et une 9e place sur la course en ligne élites.
Il fait sa première course en Pro Séries à l'occasion du Tour des Alpes avec l'équipe World Tour de la Groupama-FDJ. S'il vise d'abord un top 20 au classement général, il se montre offensif et joue le classement de la montagne, un challenge annexe où il se classe 4e, avec le même nombre de points que son coéquipier Thibaut Pinot.
Il visez ensuite le classement général du Tour d'Italie espoirs mais n’achève cette course, remportée par Juan Ayuso, qu’en 18e position avant de signer sa seule victoire de la saison, le classement général du Tour de la Vallée d'Aoste devant Gianmarco Garofoli et Mattia Petrucci. La suite de sa saison est peu brillante, même s'il accroche en toute fin de saison deux places d'honneur : un podium sur le Tour du Pays de Montbéliard, et une 5e place sur la Ronde de l'Isard. En fin de saison, il signe un contrat qui lui permet d’être promu en 2023 dans l'équipe première.

#### 2022: places d'honneur et victoire d’étape au Tour de la Vallée d'Aoste
Reuben Thompson commence sa saison 2022 lors des championnats de Nouvelle-Zélande, où il termine 4e du contre-la-montre espoirs, avant d'enchaîner par des courses Pro Séries, à l'occasion des Boucles Drôme-Ardèche, profitant des forfaits de coéquipiers de l'équipe première.
Il se classe ensuite 2e du Circuit des Ardennes international, une course par étapes où il empoche également le maillot de meilleur jeune. Il participe ensuite au Tour des Alpes, où il obtient la 31e place finale puis à l'Alpes Isère Tour dans l'optique de se préparer au Tour d'Italie espoirs. Entre-temps, il court Liège-Bastogne-Liège espoirs où il mène son leader, Romain Grégoire, vers la victoire.
Régulier dans ses performances, il signe en tant que co-leader avec Lenny Martinez (qui lui accroche le podium), un top 5 sur le Tour d'Italie espoirs remporté par Leo Hayter. Il retrouve ensuite le Tour de la Vallée d'Aoste, toujours avec Lenny Martinez. Les deux hommes dominent cette édition du Tour en s'accaparant les deux premières places.  Reuben Thompson étant le dauphin, mais remportant la 4e étape.
Il finit sa saison en prenant la 4e place du Tour Alsace puis la 2e  sur la Ronde de l'Isard, même s'il s’avoue déçu de ces multiples places d'honneurs.

#### 2023: première saison en World Tour
En 2023, Reuben Thompson rejoint en 2023 l'équipe World Tour de la Groupama-FDJ. Ses résultats pour sa première saison ses premiers pas à ce niveau sont néanmoins assez décevants. Ses meilleurs résultats n’étant constitués que d’une place d’honneur sur la course en ligne de son championnat national et deux top 20 sur le Tour du Doubs et le Tour de l'Ain.

#### 2024: dernière saison chez Groupama-FDJ
Reuben Thompson n’obtient toujours pas les résultats qu’il espère en 2024 et doit se contenter de quelques places d'honneurs. Il termine notamment 6e du championnat de Nouvelle-Zélande, deuxième de la 4e étape du Tour du Pays basque derrière Louis Meintjes (dans un contexte particulier après la grave chute qui mène à l'abandon de Jonas Vingegaard, Remco Evenepoel et Primož Roglič : seul l'échappée peut finir l'étape, la course étant sinon neutralisée). Le coureur néo-zélandais en est plutôt déçu, espérant tout de même exploser sur le tard, comme Matteo Jorgenson. Lenny Martinez, son leader, croit néanmoins en lui, affirmant qu'il reste un bon équipier. Au deuxième semestre, il participe à son premier grand tour, le Tour d'Espagne, qu'il achève en 94e position. En fin de contrat chez Groupama-FDJ, il fait le choix de changer d’équipe et s’engage avec la formation belge Lotto-Dstny.

## Caractéristiques
Selon Nicolas Boisson, son entraîneur à la Continentale Groupama-FDJ, Thompson est un « pur grimpeur ».

## Palmarès
- 2018
  - 3e étape du Tour de Southland juniors
- 2019
  - 2e du Prix de la Saint-Laurent Juniors
  - 3e du championnat de Nouvelle-Zélande du contre-la-montre juniors
  - 3e du Grand Prix de Plouay juniors
- 2020
  - 3e étape du Tour de Southland
  - 2e de la Clásica Ciudad de Torredonjimeno
- 2021
  - Tour de la Vallée d'Aoste
  - 3e du Tour du Pays de Montbéliard
  - 3e du championnat de Nouvelle-Zélande sur route espoirs
- 2022
  - 4e étape du Tour de la Vallée d'Aoste
  - 2e du Tour de la Vallée d'Aoste
  - 2e de la Ronde de l'Isard d'Ariège
- 2023
  - 2e du championnat de Nouvelle-Zélande sur route espoirs

## Résultats sur les grands tours

### Tour d'Espagne
1 participation
- 2024 : 94e

## Classements mondiaux
| Année                                 | 2020  | 2021 | 2022 | 2023 | 2024 |
| ------------------------------------- | ----- | ---- | ---- | ---- | ---- |
| Classement mondial                    | 2148e | 760e | 440e | 697e | 987e |
| UCI Oceania Tour                      | 108e  | 35e  | 30e  | 44e  | nc   |
|                                       |       |      |      |      |      |
| Légende : nc = non classéSource : UCI |       |      |      |      |      |